# Иван Петков (футболист, р. 1985)
Вижте пояснителната страница за други личности с името Иван Петков.
Иван Александров Петков (роден на 22 януари 1985 г. във Велико Търново) е български футболист, който играе като нападател за Етър (Велико Търново).